# Carlo Maratta
Carlo Maratta ou Carlo Maratti, né à Camerano dans les Marches le 15 mai 1625 et mort à Rome le 15 décembre 1713 est un peintre italien.
Son style est plus retenu et composé que ceux de Pietro da Cortona et d'Annibale Carracci, et davantage allié aux traditions d'Andrea Sacchi, de Francesco Albani et de Guido Reni.
On connaît un nombre d'élèves et d'assistants très important ayant fréquenté son atelier romain.

## Biographie

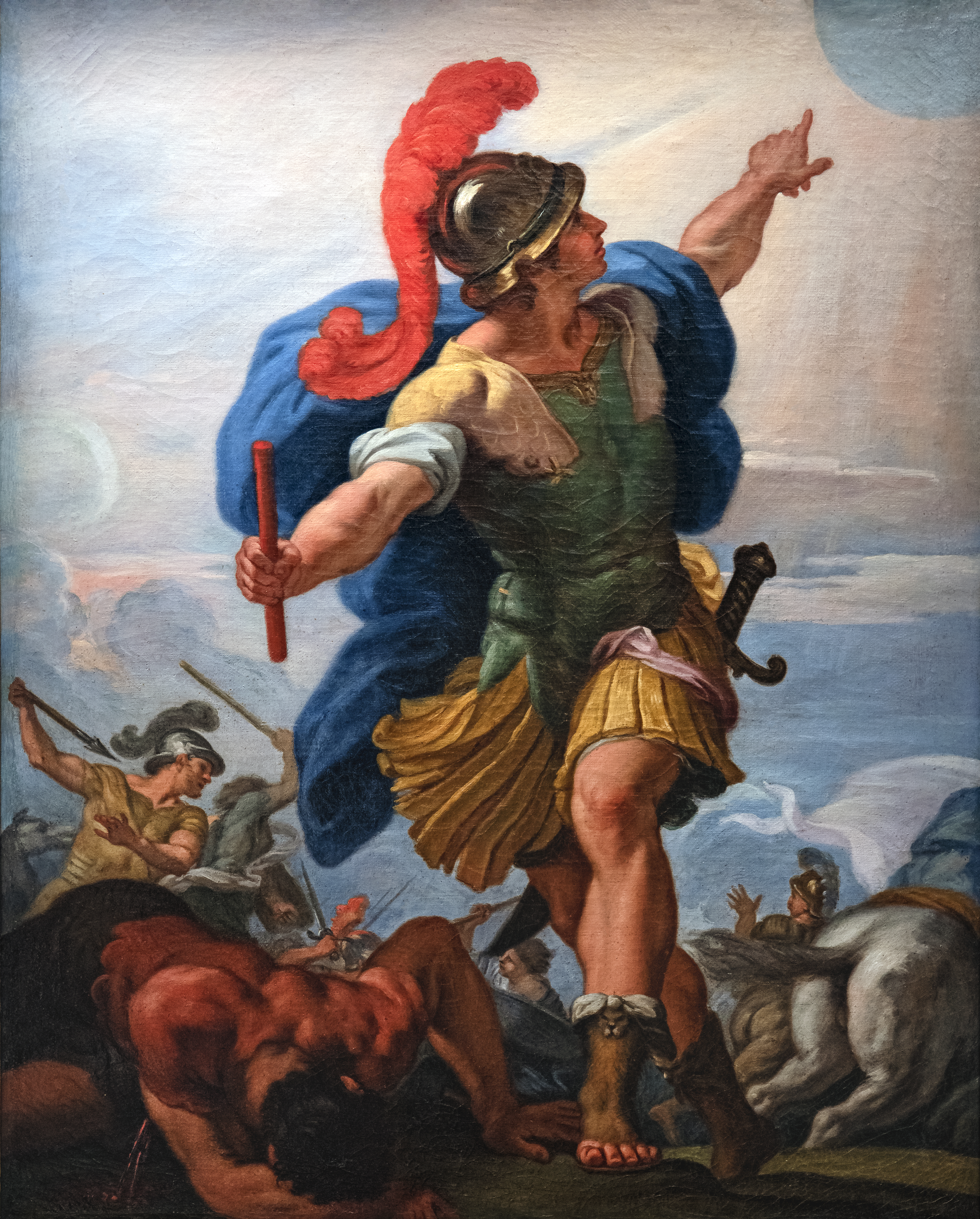
Josué arrête la course du soleil, Toulouse, Fondation Bemberg.

En 1637, Carlo Maratta part en apprentissage à l'atelier de Andrea Sacchi avec qui il développa une étroite relation jusqu'à sa mort en 1661. Comme celles de Sacchi, ses peintures sont inspirées de celles des grands peintres de Parme et de Bologne tels que Carracci, Guercino et Giovanni Lanfranco. 
Il fut le vrai fondateur de l'Académie romaine qui imposa un classicisme à la culture du XVIIe siècle. Il ne s'éloigna jamais de Rome sinon pour deux voyages dans les Marches (1648-1650 et 1672). Il travailla avec Francesco Cozza et Domenico Maria Canuti à la décoration du Palais Altieri. Son atelier romain fut extrêmement prolifique et il eut de nombreux élèves et assistants.
Pendant quelques années il s'était retiré pour vivre à Genzano, dans un palazzetto rococo dont il avait été l'architecte, mais après la tentative d'enlèvement de sa fille Faustina Maratti par le seigneur de Genzano, Giangiorgio Sforza Cesarini, en 1703, il dut quitter les Colli Albani pour s'établir définitivement à Rome, où il mourut en 1713. Il est enterré dans la Basilique Santa Maria degli Angeli de Rome. Influent, il avait été élu à vie prince de l'Académie de Saint-Luc.
Il fut admiré de sir Robert Walpole, qui collectionna ses œuvres.
Le biographe des peintres rococos Giovan Pietro Bellori a vanté la grâce et la pureté de ses compositions, alors que les éloges des néoclassiques émettaient des jugements plus sévères.
Jacques-Nicolas Paillot de Montabert, au XIXe siècle, lui reproche son goût des lourds vêtements drapés qui font penser à « des étoffes imaginaires, semblables à des feuilles de métal ou à du gros papier ; et pourtant le nom académique de draperies larges était donné à ces vêtements ».

## Œuvres

### Avant 1650

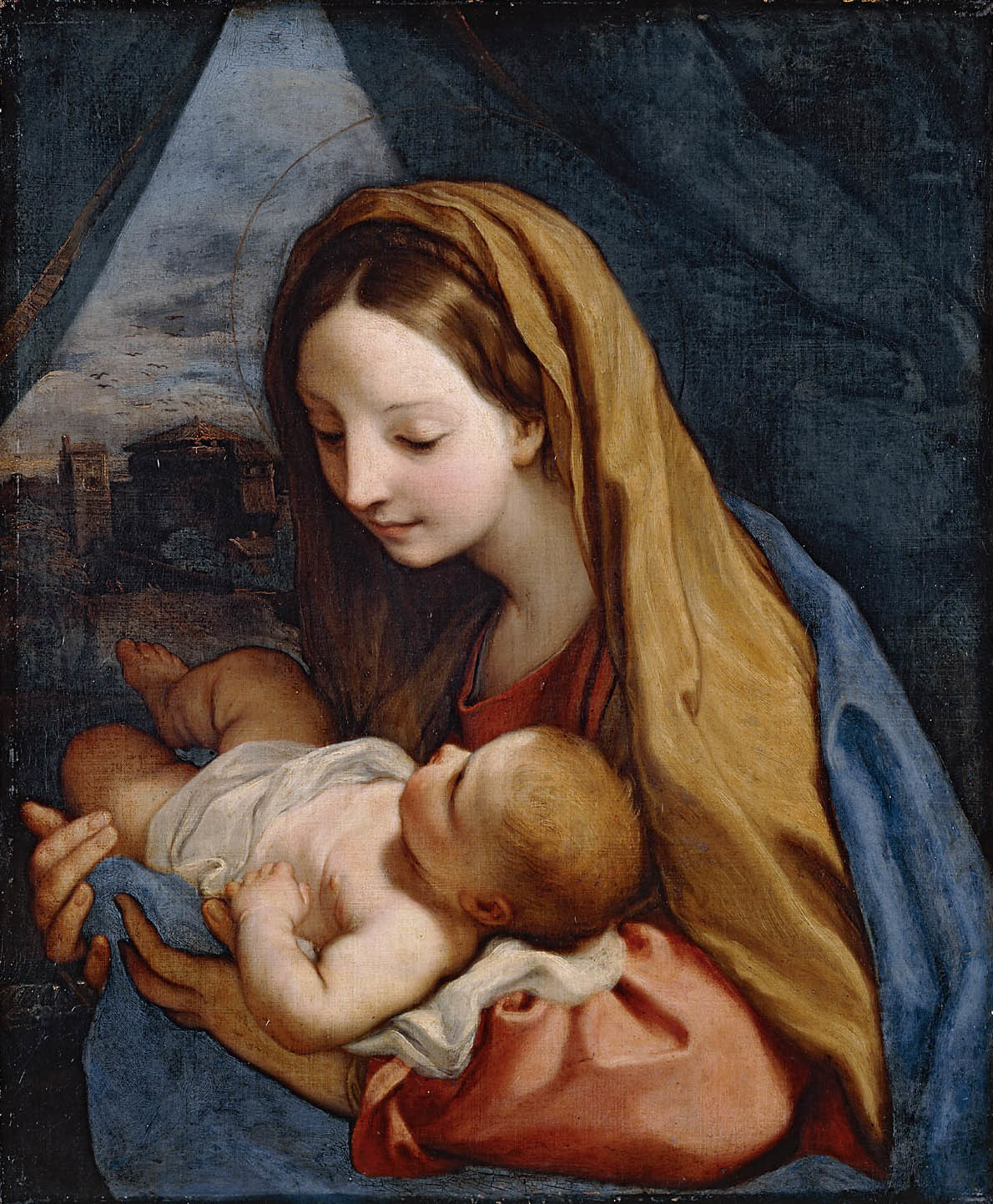
Vierge à l'Enfant, musée d'Histoire de l'art de Vienne.

- Fresques à San Giovanni in Fonte à Rome, sur un carton de Sacchi.
- Retable pour Taddeo Barberini à Monterotondo.
- Retable à Camerano, avec une référence à Titien.

### 1653-1655
- Sainte Rosalie, au palais Corsini de Florence, qui marque un rapprochement avec Lanfranco.
- Saint Augustin, à l'église Santa Maria dei Sette Dolori à Rome.
- La décoration de la chapelle du Crucifix[Où ?], sur commission du pape Alexandre VII.
- Un tableau pour Santa Maria della Pace[Où ?].

### 1655-1670
- L'empereur Auguste ferme les portes du temple de Janus ou La Paix d'Auguste, palais des Beaux-Arts de Lille
- Vierge à l'Enfant, vers 1660, musée d'Histoire de l'art de Vienne, Autriche.
- Pape Clément IX, 1669, musées du Vatican, Rome.
- Pape Clément IX (1600-1669), vers 1669, huile sur toile, 153 × 118 cm, Saint-Pétersbourg, musée de l'Ermitage.

### Après 1670

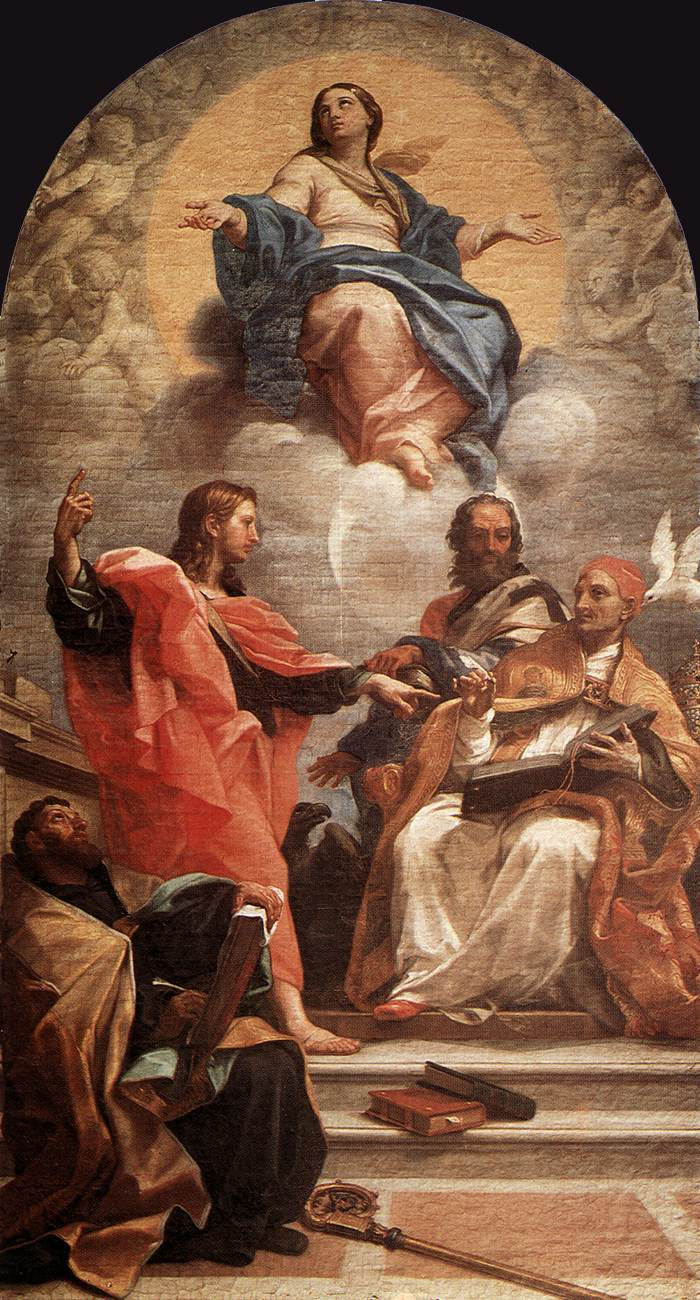
Immaculée Conception, Rome, église Santa Maria del Popolo.

- La Vierge apparaît à saint Philippe Neri, 1672, pour l'église Saint-Jean-des-Florentins, huile sur toile, 343 × 197 cm, Florence, Galerie Palatine[3].
- Deux peintures pour la chapelle Chigi du Duomo de Sienne.
- Grands retables à Rome : 
  - Basilique Sainte-Croix-de-Jérusalem ;
  - Église Santa Maria del Popolo ;
  - Église Sant'Andrea al Quirinale ;
  - Basilique Santi Ambrogio e Carlo al Corso ;
  - Basilique Santa Maria degli Angeli e dei Martiri.
- Des grisailles exécutées dans la chambre d'Héliodore au Vatican, qui l'attestent en 1670, comme premier peintre en Italie.
- Grandes décorations pour le palais Altieri et la basilique Saint-Pierre à Rome, pour le duomo d'Urbino qui constituent une nouveauté dans le champ des décorations scénographiques, différentes de celles du baroque.
- Plusieurs projets à Vienne, Florence, Rome, Copenhague.

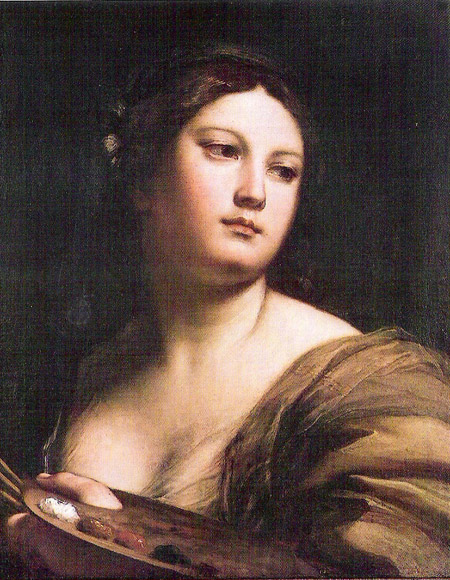
Portrait de Faustina Maratti (vers 1698), Rome, palais Corsini.

- Apollon à la poursuite de Daphné, 1681, Bruxelles, Musées royaux des beaux-arts de Belgique.
- Autoportrait, 1682, pour Cosme III de Médicis, huile sur toile, 72 × 58 cm, Florence, musée des Offices[3].
- Naissance de la Vierge Marie, 1683, église de Bückeburg (Basse-Saxe), œuvre initialement destinée à l'église romaine de Santa Maria dell'Amina et acquise, lorsque les commanditaires ne purent ou ne voulurent pas en acquitter le prix, par le comte Frédéric-Christian de Schaumbourg-Lippe qui emporte le tableau au château de Bückeburg[4].
- André Le Nôtre, 1679, huile sur toile, 112 × 85 cm, château de Versailles.
- Cléopâtre à la perle, 1693-1695, Rome, palais de Venise.
- Vierge avec l'Enfant bénissant, 1693-1695, huile sur toile, Rome, musées du Vatican[5].
- Vierge du Rosaire, 1695, huile sur toile, maître-autel de l'oratoire du Rosaire de Santa Cita à Palerme.
- Le Sommeil de l'Enfant Jésus avec des anges musiciens, 1697, huile sur bois, 120 × 98 cm, Paris, musée du Louvre[6].
- Portrait de Faustina Maratti, vers 1698, huile sur toile, 61 × 50,5 cm, Rome, palais Corsini.
- Repos pendant la fuite en Égypte, 1700, huile sur toile, 66 × 49 cm, Saint-Pétersbourg, musée de l'Ermitage[7].
- Moisson et Vendange pour la chambre d'Héliodore au Vatican, 1702[1].

### Dates non documentées
- Cardinal Cybo, Marseille.
- Andrea Sacchi, Madrid, musée du Prado.
- Cardinal Antonio Barberini, Rome, palais Barberini, vers 1660[1].
- Autoportrait, Bruxelles, Musées royaux des Beaux-Arts de Belgique.
- Comte Spencer, Northampton, Angleterre.

## Dessins
- Jaël et Sisara, pierre noire, plume, encre brune, lavis brun, H. 0,242 ; L. 178[8]. Paris, Beaux-Arts de Paris[9]. Il s'agit d'un dessin d'étude pour le chantier de la basilique Saint-Pierre. Ici, il compose la lunette représentant Jaël venant d'assassiner Sisara qui devait servir de pendant à celle consacrée à Judith. Satisfait de cette version, Maratti reprend la même composition dans l'un des quatre tableaux qu'il exécute pour le marquis Pallavicini.
- Étude pour saint Joseph, pierre noire et craie blanche sur papier beige, H. 0,380 ; L. 0, 247[10]. Paris, Beaux-Arts de Paris[11]. Etude préparatoire pour le Repos pendant la fuite en Egypte de l'Ermitage, ce dessin se concentre particulièrement sur la jambe du saint qu'il isole dans la partie inférieure et dont il détaille l'anatomie.
- Étude pour un homme debout drapé, pierre noire, plume, encre brune, lavis brun, H. 0.205 ; L. 142[12]. Paris, Beaux-Arts de Paris[13].
- Étude pour un homme drapé, tourné vers la gauche, pierre noire, plume, encre brune, sur papier beige, H. 0,204 ; L. 0,140[12]. Paris, Beaux-Arts de Paris[14].

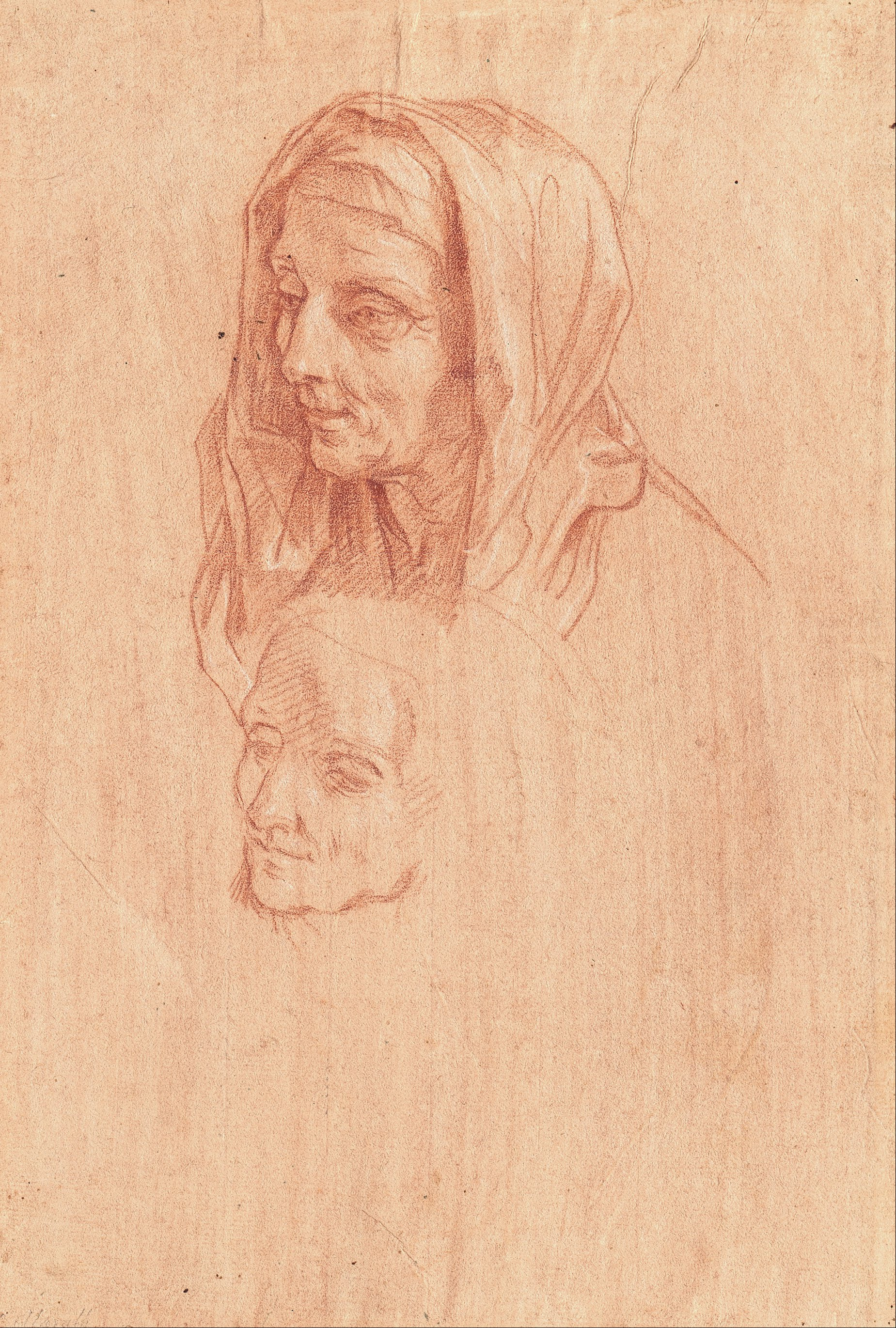
Étude pour deux têtes de vieille femme (1685), sanguine et blanc, Düsseldorf, Museum Kunstpalast.
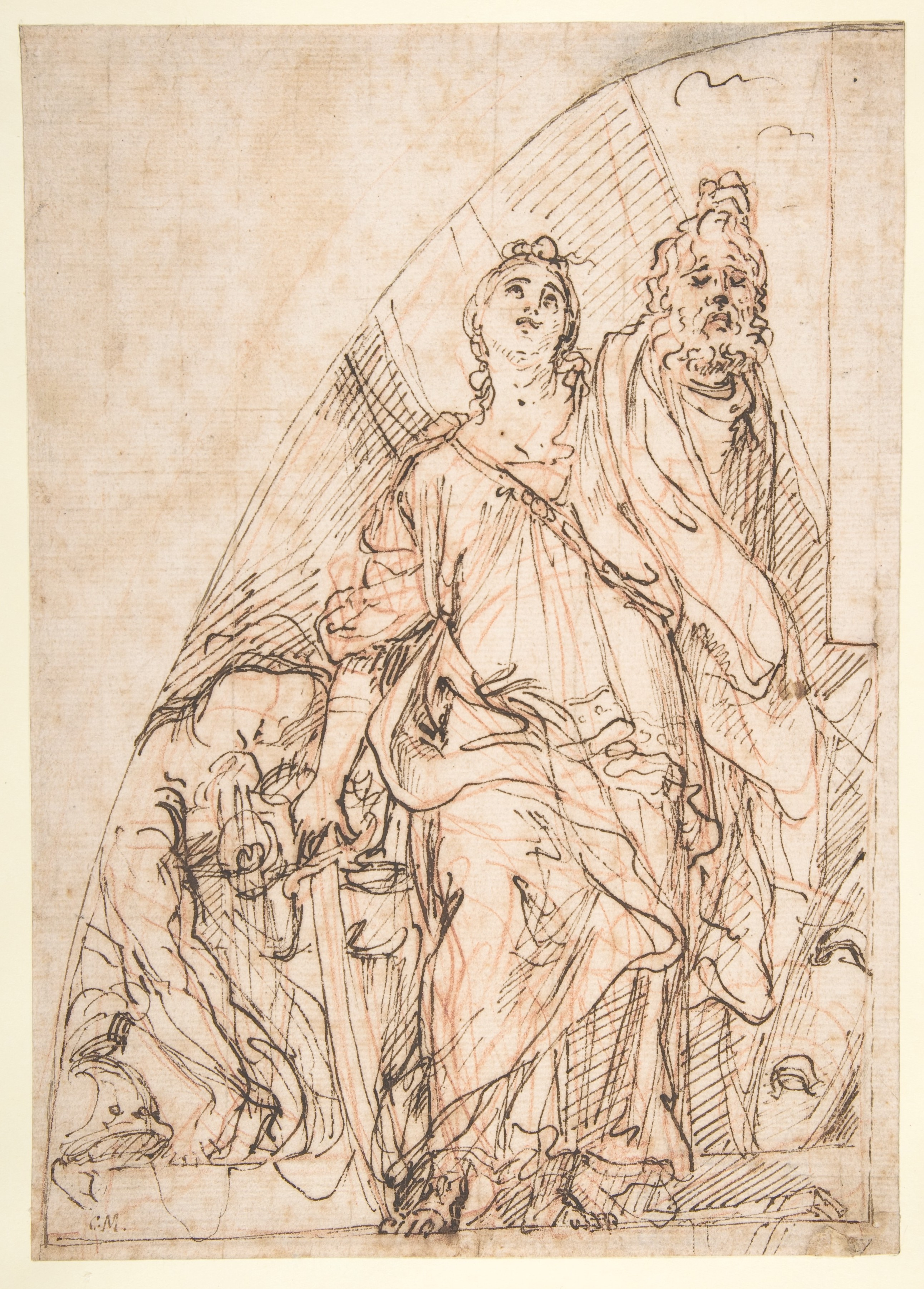
Judith brandissant la tête d'Holopherne, encre et sanguine, New York, Metropolitan Museum of Art.

### Liens
- Peintres nés dans les Marches